# 小長頸龜屬
小長頸龜屬（Chelodina）是蛇頸龜科下的一個屬, 其命名史相當複雜。 原先的大長頸龜屬（Macrochelodina）和窄胸長頸龜屬（Macrodiremys）現也屬於該屬。
小長頸龜屬只生活在澳大利亞、新幾內亞和印度尼西亞的羅地島。

## 亞屬
大長頸龜屬在1985年首次被描述（作為一個新屬），其頭部和頸部都極長，嗜食魚，該亞屬中最大的寬甲長頸龜背殼長度可達45（18英寸）。 其第一批化石（C. (M.) alanrixi）來自于昆士蘭州的始新世地層。
窄胸長頸龜屬是一個單種屬。

### 分類學
現分類依據Georges & Thomson於2010年的研究：
小長頸龜亞屬（Chelodina Fitzinger, 1826）
- 坎氏長頸龜 （Chelodina (C.) canni McCord & Thomson, 2002）
- 東澳長頸龜 （Chelodina (C.) longicollis (Shaw, 1794)）
- 羅地長頸龜 （Chelodina (C.) mccordi Rhodin, 1994）
- 新幾內亞長頸龜 （Chelodina (C.) novaeguineae Boulenger, 1888）
- 鱗背長頸龜 （Chelodina (C.) reimanni Philippen and Grossmann, 1990）
- 普氏長頸龜 （Chelodina (C.) pritchardi Rhodin, 1994）
- 圓長頸龜 （Chelodina (C.) steindachneri Siebenrock, 1914）

大長頸龜亞屬（Macrochelodina Wells & Wellington, 1985 or Chelydera Thomson & Georges, 2020）
- †Chelodina alanrixi de Broin and Molnar, 2001[8]
- †Chelodina insculpta de Vis, 1897[9]
- 砂岩長頸龜 （Chelodina (M.) burrungandjii Thomson, Kennett & Georges, 2000[10]）
- 寬甲長頸龜 （Chelodina (M.) expansa Gray, 1857）
- 紋面長頸龜 （Chelodina (M.) parkeri Rhodin and Mittermeier, 1976）
- 皺面長頸龜 （Chelodina (M.) oblonga Gray, 1841[11]）

窄胸長頸龜亞屬（Macrodiremys McCord & Joseph-Uoni 2007）
- 窄胸長頸龜（Chelodina oblonga Gray, 1841[12] 同義詞 Chelodina colliei（Gray, 1856)[13]）

## 外部連結
- Taxonomic history of the genus Chelodina
- GBIF Biodiversity Data Portal
- Turtles of the World > Species Chelodina (Snake-necked turtles)
- Overview of Chelodiona (and related) species （页面存档备份，存于） - 分佈地圖、描述和照片